# Una vita per il rock
Una vita per il rock è una compilation di brani del gruppo heavy metal italiano Strana Officina.
Questa raccolta fu pubblicata come tributo alla memoria dei fratelli Fabio Cappanera e Roberto Cappanera, rispettivamente chitarrista e batterista della band, deceduti in un incidente stradale il 23 luglio 1993.
La tracklist è composta interamente dalle canzoni pubblicate negli EP omonimo, The Ritual e nell'album in studio Rock'N'Roll Prisoners.

## Tracce
1. Viaggio in Inghilterra (F. Cappanera - J. Salani) - 03:49
2. Autostrada dei sogni (F. e R. Cappanera) - 07:35
3. Luna nera (F. e R. Cappanera) - 08:07
4. Piccolo uccello bianco (F. e R. Cappanera) - 09:09
5. The ritual (F. Cappanera - J. Hogg) - 05:00
6. Gamblin man (F. Cappanera - J. Hogg) - 03:39
7. Unknown soldier (F. e R. Cappanera - J. Hogg) - 04:19
8. Metal brigade (F. e R. Cappanera - J. Hogg) - 03:34
9. King troll (F. e R. Cappanera - J. Hogg) - 04:50
10. War games (F. e R. Cappanera - J. Hogg) - 03:59
11. The kiss of death (F. e R. Cappanera - J. Hogg) - 03:17
12. Black moon (F. e R. Cappanera - J. Hogg) - 07:05
13. Rock & roll prisoner (F. e R. Cappanera - J. Hogg) - 05:06
14. # Falling star (F. e R. Cappanera - J. Hogg) - 04:40
15. Don't cry (F. e R. Cappanera - J. Hogg) - 04:04

## Formazione
- Daniele "Bud" Ancillotti – voce
- Fabio Cappanera – chitarra
- Enzo Mascolo – basso
- Roberto Cappanera – batteria
- Marcello Masi – chitarra (tracce 1-4), tastiere addizionali (tracce 9-16)

## Curiosità
Nonostante sia presente nella lista delle canzoni, Burnin' wings di fatto non è presente nel disco. Forse tagliata per mancanza di spazio sul CD.